# Раввадиды
Раввади́ды (араб. الراودية‎, перс. روادیان‎, курд. ڕەوەندی) — мусульманская, арабская или курдская династия, правившая на северо-западном Иране с середины VIII века до начала XIII века.

## Исторический очерк

### Происхождение
По одной из версий, по происхождению Раввадиды были арабами, йеменцами из Басры, переведёнными в северо-западный Иран при халифе Абу Джафаре аль-Мансуре. По другой версии, Раввадиды были курдами родом с Ближнего Востока. В регионах Ардебиля, Тебриза, Марага, Карадага и Ахара поселились разные арабские и курдские роды, одним из родоначальников которых был ар-Раввад аль-Азди. Раввадиды, как и другие племена поселившиеся в южном Азербайджане (исторический регион южнее реки Аракс), полностью смешались с местным иранским населением и по некоторым данным из-за смешанных браков их потомки со временем стали настоящими курдами. В области говорили на особом, ныне вымершем, иранском языке азари. Раввад I как наместник халифа управлял в Азербайджане Мераге, Тебризом, Ахаром и Варзиганом. После него в Тебризе правил его сын Ваджна, который вместе со своими братьями построил здесь несколько общественных зданий и укрепил город стеной. По сведениям Балазури, Ваджна во времена халифа Харуна ар-Рашида, воспользовавшись недовольством жителей, смутами и беспорядками в Халифате, захватил власть в Мараге. Но халиф направил против него войска, и Ваджна должен был вновь подчиниться его власти.
После Ваджны правителем Тебриза стал его брат Мухаммад. Он правил в конце VIII— начале IX вв. фактически независимо и контролировал почти весь Южный Азербайджан. Последующие 100 лет известно о них очень слабо.

### Расцвет династии
При Хусейне II началось возвышение династии, он сделал столицей своих владений Тебриз и укрепил город крепостной стеной. Его сын Абульхидж, воспользовавшись тем, что правитель Азербайджана Ибрахим из династии Саларидов бежал в Рей, захватил ряд районов Южного Азербайджана. В 981 г. он окончательно победил Ибрахима, взял его в плен, захватил Хой, Урмию и другие области, подвластные тогда Саларидам. К 984 г. весь Азербайджан (область на юге реки Аракс) оказался в руках Раввадидов. В 987 г. Абу-л-Хиджа во главе 100-тыс. армии вторгся в Армению и взял Двин. Но в следующем году был убит ночью в своем шатре во время похода на армянские владения Васпуракана. Сын Абульхиджи Мамлан I был побежден в 988 г. коалицией правителя Тао-Кларджети Давида III Куропалата и царя Армении Гагика I, которые положили конец продвижению Раввадидов в Армению.

### Нашествие сельджуков
Наибольшего могущества и процветания государство Раввадидов достигло при сыне Мамлана I Вахсудане. Современные ему мусульманские историки отзываются об этом эмире с большой теплотой. Он был справедливый и щедрый владыка, радеющий о благе своих поданных. Правление Вахсудана совпало с нашествием огузов. После тяжелого удара, нанесенного раввадидам в 1028 г. Махмудом Газневи, примерно 2000 семей огузов переселились в Азербайджан и обосновались здесь с позволения Вахсудана. Вскоре после этого в Азербайджан стали прибывать все новые и новые огузские племена.
В 20—40-х гг. XI в. кочевники четырежды вторгались в Азербайджан, но каждый раз получали сильный отпор со стороны Вахсудана. Однако в 1054 г. он был вынужден все-таки подчиниться султану Тогрулу I. После этого Раввадиды 17 лет правили в качестве вассалов Сельджуков, все более попадая в зависимость от них. В 1071 г. султан Алп-Арслан, вернувшись из похода в Анатолию, сместил Вахсуданова сына Мамлана II и упразднил государство Раввадидов. В Тебризе стал править наместник султана. Впрочем, род этот не пресекся. Потомки Вахсудана продолжали жить в своих поместьях и пользовались среди населения большим влиянием. В 1107 г. один из внуков Вахсудана, Ахмадил ибн Ибрагим, оказал деятельную помощь внуку Алп-Арслана, сельджукскому султану Мухаммаду I в его борьбе против эмира Хиллы Садаки I, после чего сделался правителем Мараги и Кюрсары. В 1112 г. во главе 5-тыс. конного войска он участвовал в войне против крестоносцев в Сирии. В 1117 г. Ахмадил был убит ассасинами в Багдаде, прямо во дворце халифа. Пишут, что это был сильный и состоятельный эмир с годовым доходом в 400 тыс. динаров. После его смерти бывший раб Ахмадила, Аксункур аль-Ахмадили, по происхождению тюрок, воспользовавшись благоприятной обстановкой, овладел городом Марагой и сам стал эмиром. Он был основателем новой династии Аксункуридов.

## Династия
- ар-Раввад ибн аль-Мусанна аль-Азди
- аль-Ваджна ибн ар-Раввад
- Мухаммад ибн ар-Раввад
- ар-Раввад II
- Хусейн I
- Мухаммад ибн Хусейн ар-Равади (? — 956)
- Хусейн II (956—961)
- Абу-ль-Хиджа Мухаммад (983—988)
- Мамлан I (988—1019)
- Вахсудан Абу Мансур (1020—1059)
- Мамлан II (1059—1071)
- Ибрагим
- Ахмадил (1107—1117)